# Plectrocnemia inflata
Plectrocnemia inflata är en nattsländeart som beskrevs av Mclachlan 1884. Plectrocnemia inflata ingår i släktet Plectrocnemia och familjen fångstnätnattsländor. Inga underarter finns listade i Catalogue of Life.